# Gmina Ararat

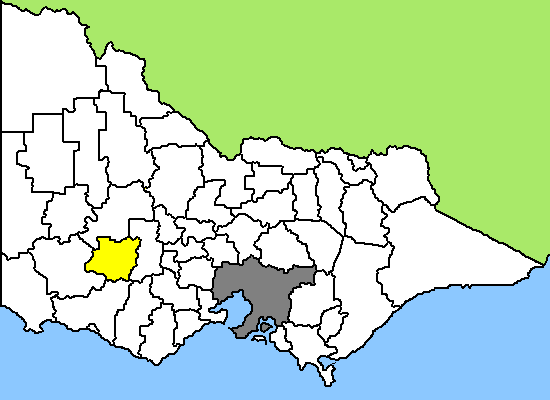
Gmina Ararat (na żółto) na mapie stanu Wiktoria

Gmina Ararat (ang. Rural City of Ararat) – obszar samorządu lokalnego (ang. local government area) położony w południowo-zachodniej części australijskiego stanu Wiktoria. Gmina powstała w 1994 roku z połączenia następujących jednostek: City of Ararat, Hrabstwa Ararat oraz z część Hrabstw Moyne, Northern Grampians i Southern Grampians. 
Powierzchnia gminy wynosi 4230 km² i liczy 11913 mieszkańców (2009).
Ośrodkiem administracyjnym jest miasto Ararat. Władzę ustawodawczą sprawuje siedmioosobowa rada gminy.  
W celu identyfikacji samorządu Australian Bureau of Statistics wprowadziło czterocyfrowy kod dla Gminy Ararat – 0260.